# ラップリーダー
ラップリーダー（英: lap leader）とは、自動車やオートバイのモータースポーツにおいて、レース中にコントロールライン（スタート／フィニッシュラインと呼ぶこともある。このラインをもって周回数をカウントする）をトップで通過した走者の事を指す。

## 概要
アメリカで行われるレース（インディカー・シリーズやNASCARなど）においては、最も多くラップリーダーを記録したものに選手権ポイントが与えられるルールを採用しているカテゴリーが多い。ただし、イエローコーション時の対応によりピットストップを省略する(ステイアウトする)ドライバーがいた場合には、下位スタートの場合でもラップリーダーを記録することがある。
2000年チャンプカー・ワールド・シリーズで黒澤琢弥が第3戦ロングビーチの82周のうち55～61周をリードし、日本人初のラップリーダーとなった。
2009年第8戦 リッチモンド（オーバル）で、武藤英紀が300周のうち74周ラップリーダーを記録した
近年のF1においては、ピットストップを遅らせることにより意外なドライバーがラップリーダーになることもあり、途中経過でのラップリーダーにはあまり注目されないことが多い。日本人では、2004年第7戦 ヨーロッパGP（ニュルブルクリンク）で佐藤琢磨が10、11周目の2周で記録したことが長年唯一であったが、角田裕毅が2023年11月26日のF1アブダビグランプリ決勝の18周目から22周目にわたりリードラップを記録し日本人二人目のF1決勝レースでのラップリーダーとなった。

## F1でのラップリーダー記録
- 2024年終了時点。
- 太字は2025年時点の現役ドライバー。

### 通算ラップリーダー周回数
| 順位  | 周回数 | ドライバー                 |
| ----- | ------ | -------------------------- |
| 1     | 5,486  | ルイス・ハミルトン         |
| 2     | 5,111  | ミハエル・シューマッハ     |
| 3     | 3,501  | セバスチャン・ベッテル     |
| 4     | 3,418  | マックス・フェルスタッペン |
| 5     | 2,931  | アイルトン・セナ           |
| 6     | 2,683  | アラン・プロスト           |
| 7     | 2,091  | ナイジェル・マンセル       |
| 8     | 1,943  | ジム・クラーク             |
| 9     | 1,919  | ジャッキー・スチュワート   |
| 10    | 1,773  | フェルナンド・アロンソ     |
| 出典: |        |                            |

### ラップリーダーを記録したレース数
| 順位  | 回数 | ドライバー                 |
| ----- | ---- | -------------------------- |
| 1     | 190  | ルイス・ハミルトン         |
| 2     | 142  | ミハエル・シューマッハ     |
| 3     | 107  | セバスチャン・ベッテル     |
| 4     | 93   | マックス・フェルスタッペン |
| 5     | 87   | フェルナンド・アロンソ     |
| 6     | 86   | アイルトン・セナ           |
| 7     | 84   | アラン・プロスト           |
| 8     | 83   | キミ・ライコネン           |
| 9     | 62   | デビッド・クルサード       |
| 10    | 58   | ネルソン・ピケ             |
| 出典: |      |                            |

### 全周回ラップリーダーを記録したレース数
| 順位  | 回数 | ドライバー                 |
| ----- | ---- | -------------------------- |
| 1     | 23   | ルイス・ハミルトン         |
| 2     | 19   | アイルトン・セナ           |
| 3     | 15   | セバスチャン・ベッテル     |
| 4     | 14   | マックス・フェルスタッペン |
| 5     | 13   | ジム・クラーク             |
| 6     | 11   | ジャッキー・スチュワート   |
| 6     | 11   | ミハエル・シューマッハ     |
| 8     | 9    | ナイジェル・マンセル       |
| 9     | 7    | アルベルト・アスカリ       |
| 9     | 7    | アラン・プロスト           |
| 9     | 7    | ニコ・ロズベルグ           |
| 出典: |      |                            |